# Shrinking
Shrinking è una serie televisiva statunitense creata da Brett Goldstein, Bill Lawrence e Jason Segel. La serie è stata distribuita, a partire dal 27 gennaio 2023, dalla piattaforma streaming Apple TV+.

## Trama
Jimmy Laird, un terapeuta alle prese con una grave sofferenza, inizia a violare le barriere etiche dicendo ai suoi pazienti cosa pensa realmente, provocando enormi cambiamenti nella loro e nella propria vita.

## Episodi
| Stagioni         | Episodi | Pubblicazione USA | Pubblicazione Italia |
| ---------------- | ------- | ----------------- | -------------------- |
| Prima stagione   | 10      | 2023              | 2023                 |
| Seconda stagione | 12      | 2024              | 2024                 |

## Cast e personaggi
Personaggi principali:
- Jimmy Laird, interpretato da Jason Segel, doppiato da Massimo de Ambrosis.  Terapeuta che sta cercando di riprendersi dopo la morte della moglie, cercherà in tutti i modi di recuperare il rapporto con i suoi amici e, soprattutto, con sua figlia che ha trascurato. Inoltre cambierà completamente approccio con i suoi pazienti.
- Gaby, interpretata da Jessica Williams, doppiata da Antilena Nicolizas.  Terapeuta che lavora nello studio di Paul assieme a lui e Jimmy. Prima della morte di Tia, lei e Gaby erano migliori amiche, perciò, anche dopo la sua scomparsa, è rimasta molto vicina a Jimmy e ad Alice.
- Sean, interpretato da Luke Tennie, doppiato da Paolo Vivio.    Nuovo paziente di Jimmy con problemi di gestione della rabbia e scatti violenti d’ira.
- Brian, interpretato da Michael Urie, doppiato da Emanuele Ruzza.                                 Avvocato e migliore amico di Jimmy, il quale l’ha allontanato dopo la morte della moglie.
- Alice, interpretata da Lukita Maxwell, doppiata da Emanuela Ionica.    Figlia di Jimmy e Tia che, dopo la morte della madre, ha dovuto cavarsela da sola, aiutata dalla vicina di casa, poiché il padre era in una forte ondata di depressione.
- Liz, interpretata da Christa Miller, doppiata da Sabrina Duranti.                                               Vicina di casa di Jimmy che, durante il periodo di lutto, si è occupata di Alice, sostituendo il padre assente.
- Dott. Paul Rhoades, interpretato da Harrison Ford, doppiato da Michele Gammino.  Terapeuta a capo dello studio in cui lavorano Jimmy e Gaby, sempre burbero e scontroso ma che ha un lato tenero nascosto. Vuole molto bene a Jimmy e ad Alice.
- Derek, interpretato da Ted McGinley, doppiato da Vladimiro Conti.  Vicino di casa di Jimmy e marito di Liz.
- Personaggi ricorrenti:
- Summer, interpretata da Rachel Stubington, doppiata da Lucrezia Marricchi.             Migliore amica di Alice.
- Charlie, interpretato da Devin Kawaoka, doppiato da Gabriele Trentalance.    Fidanzato, poi marito, di Brian.
- Dott.ssa Julie Baram, interpretata da Wendie Malick, doppiata da Antonella Giannini.  Neurologa di Paul con cui poi intraprenderà una relazione.
- Grace, interpretata da Heidi Gardner, doppiata da Valentina Mari.                    Paziente di Jimmy che ha problemi col marito.
- Meg, interpretata da Lily Rabe, doppiata da Rachele Paolelli.                                                Figlia di Paul.
- Connor, interpretato da Gavin Lewis, doppiato da Niccolò Guidi. Figlio minore di Liz e Derek.
- Tia, interpretata da Lilian Bowden, doppiata da Francesca Manicone.  Defunta moglie di Jimmy e madre di Alice.
- Wally, interpretata da Kimberly Condict, doppiata da Laura Facchin.                     Paziente di Jimmy con un grave DOC.
- Tim, interpretato da Kenajuan Bentley, doppiato da Stefano Alessandroni.            Padre di Sean.
- Donny, interpretato da Tilky Jones, doppiato da Gabriele Tacchi.    Marito abusivo di Grace.
- Dan, interpretato da Mike C. Nelson, doppiato da Francesco Trifilio.  Paziente di Jimmy con molti problemi a socializzare.
- Raymond, interpretato da Neil Flynn, doppiato  da Paolo Buglioni.                                       Paziente e amico di Paul.
- Graham, interpretato da Logan Carter, doppiato da Adriano Venditti.  Fratello minore di Sean.
- Mason, interpretato da Sawyer Jones, doppiato da Davide Doviziani.  Nipote di Paul.
- Louis, interpretato da Brett Goldstein, doppiato da Riccardo Burbi.  L’autista ubriaco che ha ucciso Tia nell’incidente e che cercherà in tutti i modi di farsi perdonare da Jimmy e Alice.
- Courtney, interpretata da Courtney Taylor.  Sorella minore di Gaby.
- Phyllis, interpretata da Vernee Watson.   Madre di Gaby.
- Derrick, interpretato da Damon Wayans Jr. . Amico di Derek e interesse amoroso di Gaby.
- Keisha, interpretata da Aleah Quinones.  Studentessa di Gaby.
- Stuart, interpretato da Brian Gallivan.  Responsabile delle adozioni che aiuta Brian e Charlie ad adottare un bambino.
- Mac, interpretato da Josh Hopkins.   Ex fidanzato di Liz.
- Jorge, interpretato da Trey Santiago-Hudson.  Amico di Sean che, come lui, è stato in guerra.

## Sviluppo
Nell'ottobre 2021 è stato annunciato che Apple TV+ aveva ordinato una prima stagione composta da dieci episodi di Shrinking, con Jason Segel, co-creatore della serie insieme a Brett Goldstein e Bill Lawrence, come protagonista.
Nell'aprile 2022, Harrison Ford, Jessica Williams, Christa Miller, Michael Urie, Luke Tennie e Lukita Maxwell si sono uniti al cast e James Ponsoldt è entrato a far parte della produzione in qualità di regista e produttore esecutivo.
La produzione è iniziata nell'aprile 2022.

## Distribuzione
La prima stagione della serie è stata distribuita a partire da 27 gennaio 2023, con i primi due episodi, a livello internazionale. A partire dalla terza, le puntate sono state rilasciate a cadenza settimanale. La seconda serie è stata distribuita dal 16 ottobre 2024, con i primi due episodi, a livello internazionale, con le altre rilasciate a cadenza settimanale.